# Kozeatîn, Horohiv
Kozeatîn (în ucraineană Козятин) este un sat în comuna Lemeșiv din raionul Horohiv, regiunea Volînia, Ucraina.

## Demografie
Componența lingvistică a localității Kozeatîn
     Ucraineană (99,58%)
     Alte limbi (0,42%)
Conform recensământului din 2001, majoritatea populației localității Kozeatîn era vorbitoare de ucraineană (99,58%), existând în minoritate și vorbitori de alte limbi.